# Le Ruffian
Pour les articles homonymes, voir Ruffian.
 (septembre 2024).
Si vous disposez d'ouvrages ou d'articles de référence ou si vous connaissez des sites web de qualité traitant du thème abordé ici, merci de compléter l'article en donnant les références utiles à sa vérifiabilité et en les liant à la section « Notes et références ».
Pour plus de détails, voir Fiche technique et Distribution.
Le Ruffian est un film franco-canadien réalisé par José Giovanni, sorti en janvier 1983.

## Synopsis

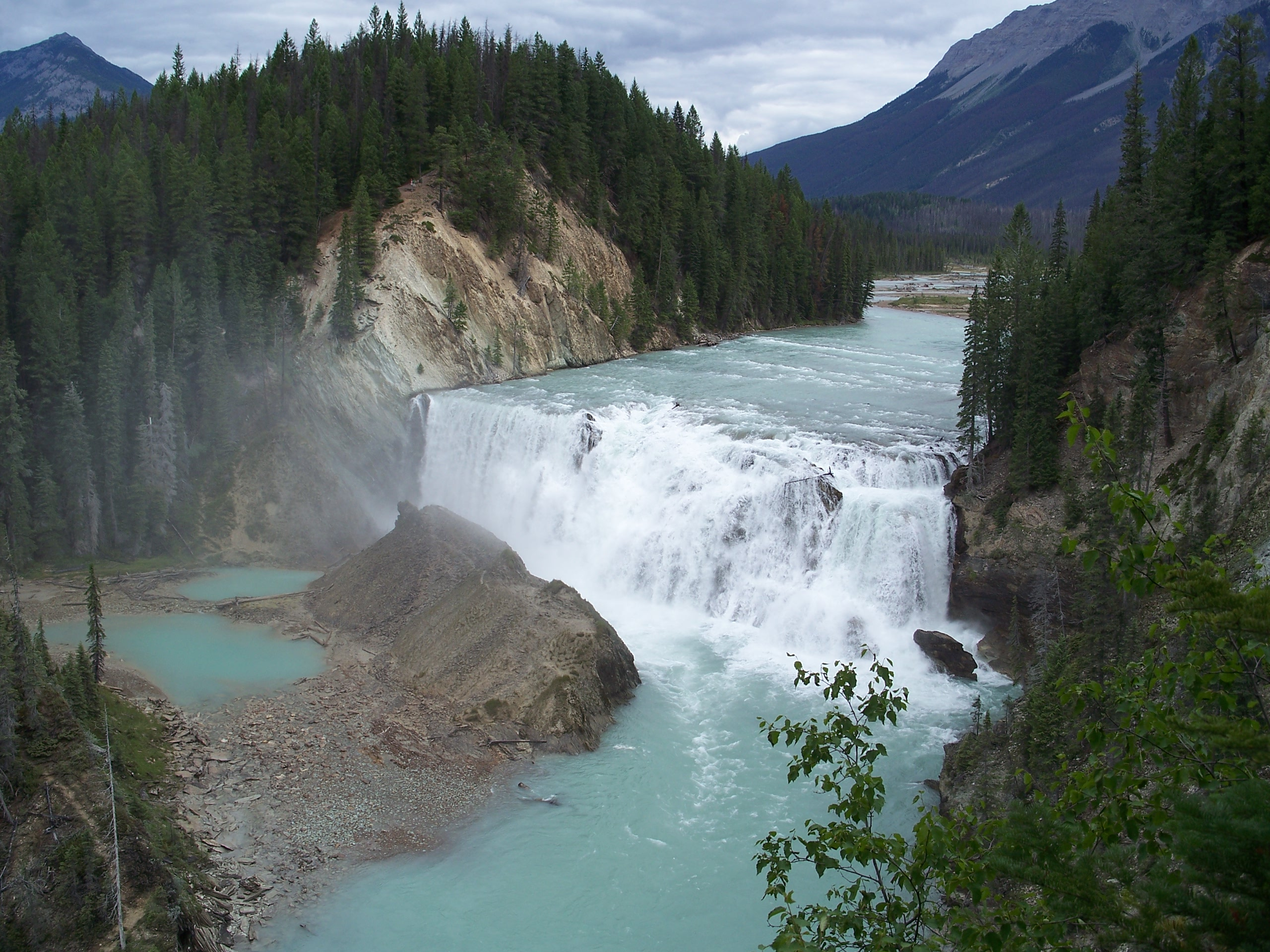
Les chutes de Wapta (Colombie-Britannique), décor du film.

Aldo (Lino Ventura) est un vieil aventurier, un « ruffian ». Après avoir longtemps bourlingué, il s'est retrouvé à travailler dans une mine d'or, dans un coin isolé au cœur des Rocheuses canadiennes. Un jour de paie, des bandits lourdement armés et sans scrupules attaquent la mine et massacrent ouvriers, employés et gardiens. Seuls Aldo et deux Indiens parviennent à se cacher, puis à éliminer un à un les gangsters. Devant le résultat, ils décident de disparaître ensemble, en emportant les caisses de pépites d'or. Mais, comprenant que les deux Indiens n'ont guère de bonnes intentions à son égard, Aldo prend les devants et saisit la première occasion pour leur fausser compagnie. Après un long trajet en jeep, il poursuit sa route en descendant une rivière en canoë. C'est là que les choses se gâtent : il s'aperçoit in extremis qu'il est arrivé en haut d'une chute d'eau. Il arrive à s'en sortir, mais le précieux chargement roule dans les rapides. 
Il reprend sa route et rejoint à Montréal son meilleur ami, Gérard (Bernard Giraudeau) et son épouse. Gérard est handicapé des membres inférieurs, à la suite d'un accident de course automobile, dont Aldo se sent responsable. C'est d'ailleurs là sa vraie motivation : la fortune restée sous la chute d'eau lui permettrait de payer à son ami une opération pour qu'il puisse retrouver l'usage de ses jambes. Il retrouve également la « Baronne » (Claudia Cardinale), une ancienne maîtresse qui gère un bar, et son fidèle employé, le vieux John (Pierre Frag).
Aldo leur annonce la nouvelle : ils sont désormais tous riches à millions, mais à condition de tous participer à l'expédition pour aller repêcher le trésor. Et cela ne s'avèrera pas facile.

## Fiche technique
- Réalisateur : José Giovanni
- Scénario : José Giovanni
- Directeur de la photographie : Jean-Paul Schwartz
- Son : Alain Curvelier, Patrick Rousseau
- Musique : Ennio Morricone
- Directeur artistique : Michel Proulx
- Décors : Willy Holt, Gérard Viard
- Assistant-réalisateur : Jean-Patrick Constantini
- Montage : Jacqueline Thiédot
- Scriptes : France Lachapelle, Anny Maurel
- Effets spéciaux : John Thomas[Lequel ?]
- Sociétés de production : Corporation Image M&M (Montréal), Les Films Christian Fechner, Parma Films
- Producteur délégué : Bernard Artigues
- Directeur de production : Henri Brichetti
- Distributeur d'origine : AMLF (Paris)
- Lieux de tournage : Golden (Colombie-Britannique - Canada), Invermere (Colombie-Britannique - Canada), Montréal (Québec - Canada), Yoho National Park - Wapta Falls (Colombie Britannique - Canada).
- Sortie : 12 janvier 1983
- Langue : Français
- Affiche : Jean Mascii (France)

## Distribution
- Lino Ventura : Aldo Sévenac
- Bernard Giraudeau[1] : Gérard Jackson
- Claudia Cardinale : « la Baronne »
- Pierre Frag : John
- Béatrix Van Til : Éléonore
- James E. Davis : un indien
- August Schellenberg : Nelson Harting
- Daryl Wahayenni-Martin : un Indien
- Jacklin Webb : conductrice de camion à Montréal

## Accueil

### Box-office
Nombre total d'entrées en fin d'exclusivité (Paris) : 769 498 spectateurs